# Rodolfo Camacho
Rodolfo Camacho (* 17. Oktober 1975 in Susacón, Kolumbien; † 7. August 2016 in San Cristóbal, Venezuela) war  ein venezolanischer Straßenradrennfahrer.

## Werdegang
Rodolfo Camacho gewann 1999 die zwölfte Etappe der Vuelta al Táchira. Zwei Jahre später war er dort wieder auf einem Teilstück erfolgreich. Außerdem wurde er Erster der Gesamtwertung bei der Tour de la Guadeloupe. In der Saison 2006 gewann er eine Etappe bei der Vuelta Internacional al Estado Trujillo. Im nächsten Jahr war er auf dem achten Teilstück des Clásico Ciclístico Banfoandes erfolgreich. Auch 2008 konnte er dort eine Etappe für sich entscheiden. Außerdem gewann er die dritte Etappe beim Clásico Virgen de la Consolación de Tachira. 2014 beendete er seine aktive Radsportkarriere.
Am 7. August 2016 wurde er gemeinsam mit seinem 16-jährigen Sohn Jesus Rodolfo Camacho in seinem Haus in der Wohnanlage Villa Sol von zwei bewaffneten Räubern überfallen und erlag wie sein Sohn später im Krankenhaus den erlittenen Schussverletzungen. Seine Frau und die kleine Tochter konnten sich in einem Raum verschanzen und überlebten.

## Erfolge
1999
- eine Etappe Vuelta al Táchira

2001
- Gesamtwertung Tour de Guadeloupe
- eine Etappe Vuelta al Táchira

2007
- eine Etappe Clásico Ciclístico Banfoandes

2008
- eine Etappe Clásico Ciclístico Banfoandes